# Martin Joensen (musiker)
Martin Joensen (født 27. august 1953 i Vestmanna) er en færøsk musiker, sanger, sangskriver og kunstmaler. Han har spillet med i flere forskellige bands, bland andre country bandet Vestmenn i 1980'erne. Han har også digtet sange til andre færøske sangere, f.eks. Eivør Pálsdóttir og Hallur Joensen. I 2006 udgav han en digtsamling med egne digte. Han blev født i Vestmanna, hvor han også voksede op. Hans forældre var Emil Joensen av Heygum, Vestmanna, og Maria Joensen (født Jacobsen) fra Vatnsoyrar. Han var næstældst af fire søskende. Han tog realeksamen i 1970 og gymnasiebevis fra Hoydalar i 1973. Han er uddannet tekniker og grafiker fra Skolen for Brugskunst i 1982. Den første sangtekst, der blev brugt blev udgivet som sang var sangen “Svarti Ravnur”, som Kræklingar indspillede i 1975-76. Han blev medlem af bandet Vestmenn i 1982, hvor han var en af forsangerne. Bandet udgav fem albums.

## Diskografi

### Egne albums
- Morgun, 1986
- Skuggagestir, 1991
- Blátt í støðum, 1993
- Áraløg (opsamlingsalbum), 2002
- Á Brúnni, 2006
- Kvøld, 2010[2]

### Albums med Vestmenn
- Brot, 1983[3]
- Kanska í dag, 1985
- Vestmenn 3, 1988

## Digte og oversættelser til andre sangere

### Eivør Pálsdóttir
Han har digtet sange til Eivør Pálsdóttir:
- Mannabarn
- Kavin kom

### Hallur Joensen
Martin Joensen har digtet og oversat flere sange, som Hallur Joensen synger:
- "Kyss ein eingil hvønn morgun" (oversat)
- "Eingin annar" (digtet)
- "Enn stendur hurð mín opin" (digtet sammen med Jákup Zachariassen)
- "Her í bygdini" (oversat. Originaltitel: In a Town This Size)
- "Nú kanst tú hava tað so gott" (digtet)
- "Gyltu Ljósakrúnurnar" (oversat. Originaltitel: Crystal Chandeliers)
- "Tá eg komi fram"

### Linda Andrews
- Kavajól (Let it snow) - Martin Joensen har omskrevet sangen. Ord til den originale tekst: Sammy Cahn / Melodi: Jule Styne.
- Jól eru í hondum (happy xmas/war is over) Martin Joensen har oversat efter origianalteksten af John Lennon

### Gunnar Justinussen
- Lívið er ov stutt til klandur - Martin Joensen har oversat/omskrevet til færøsk efter “We Believe in Happy Endings” efter Bob McDill.
- Enn eina ferð - Ord: Martin Joensen, 2008 / Melodi: Jákup Zachariasen
- Luossabiddarin (Omkring tiggarn från Luossa) Martin Joensen oversatte efter den originale tekst af Dan Andersson

## Hæder
• 2022 - FMA. Ársins Tónleikaheiður 
- 2007 - Mentanarvirðisløn M. A. Jacobsens[5]
- 1981 - Barnamentanarheiðursløn Tórshavnar býráðs (Tórhavn byråds børnekulturpris)